# Göran Persson
Hans Göran Persson (Vingåker, provincia de Södermanland; 20 de enero de 1949) fue primer ministro de Suecia desde marzo de 1996 hasta octubre de 2006. Fue líder del Partido Socialdemócrata entre marzo de 1996 y marzo de 2007.
Desde 2012, Persson ha estado liderando un foro para el debate de alto nivel y la divulgación de información sobre el futuro de los bosques europeos: ThinkForest, organizado por el Instituto Forestal Europeo.

## Biografía
Nació en Södermanland a 180 km en el sudoeste de Estocolmo, proveniente de una familia obrera. Estudió Ciencias Sociales en la Universidad de Örebro pero no obtuvo ni una licenciatura. En febrero de 2005 recibió la distinción honorífica de doctor en medicina, la cual fue motivo de una pequeña controversia.
Göran Persson se ha casado tres veces: en 1978 contrajo nupcias con Gunnel Claesson, con la que tuvo dos hijas; se divorciaron en 1995. El 10 de marzo de 1995 se volvió a casar con Annika Barthine y se divorciaron en diciembre de 2002. Desde el 6 de diciembre de 2003 está casado con Anitra Steen.

## Carrera política
Al principio de la década de los setenta milita en la Sección de los Jóvenes socialdemócratas suecos. Obtuvo el cargo de concejal en Katrineholm.
En 1979 obtiene su primer mandato de diputado en el Riksdag. Después de cinco años de diputaciones vuelve a ser concejal en Katrineholm.
Después de algunos años de política local vuelve a Estocolmo para convertirse en 1989 ministro de educación y ciencia durante el gobierno de Ingvar Carlsson. De 1989 a 1991 se ocupa de cuestiones vinculados a la enseñanza pública y secundaria.
En 1994 Carlsson designa a Persson como ministro de finanzas, después de la nueva victoria de su partido en detrimento del gobierno liberal saliente de Carl Bildt. Su principal objetivo fue estabilizar el presupuesto y predicar el rigor presupuestario necesario para la entrada a la Unión Europea.

### Primer ministro (1996-2006)

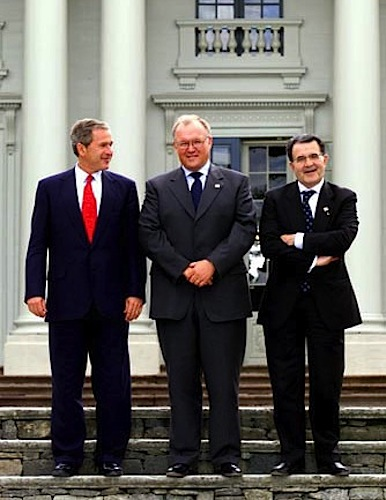
Göran Persson (en medio) con George W. Bush y Romano Prodi en Gunnebo Slott cerca de Gotemburgo, Suecia, 14 de junio de 2001.

En 1996, es elegido presidente del Partido Socialdemócrata en detrimento de Mona Sahlin y completa el mandato de Ingvar Carlsson hasta 1998. Es reconducido al puesto de primer ministro después de la victoria de su partido en 1998 en coalición con los ecólogos y los excomunistas. Su primer mandato es marcado por un excedente presupuestario, por una economía fuerte, así como una disminución del paro.
Es reelegido en 2002, y dirige un gobierno minoritario compuesto de sus mismos aliados. Sin embargo el fin de su segundo mandato resulta más difícil. La gestión lenta del tsunami de diciembre de 2004, donde numerosos suecos murieron (más de 500) provocó una caída de su popularidad. Al no encontrar a sucesores después de la muerte de su ministro de los Asuntos Exteriores Anna Lindh, se vio obligado a presentarse como líder de su partido en las elecciones de 2006.

### Elecciones legislativas de 2006
En las elecciones legislativas del 17 de septiembre de 2006, la coalición de Izquierda, que dirigía Persson, consiguió solo el 46,2 % de los sufragios (entre los que estuvieron el 35,2 % para el Partido Socialdemócrata) contra el 48,1 % para la coalición de Derecha dominada por el partido conservador de Fredrik Reinfeldt. Göran Persson abandonó el cargo de primer ministro. Posteriormente, anunció su salida de la dirección del partido socialdemócrata y fue reemplazado por Mona Sahlin.